# Thomas McCarthy
Thomas Joseph "Tom" McCarthy (New Providence, Nueva Jersey, 7 de junio de 1966) es un actor, director y guionista de cine y televisión estadounidense, ganador del Premio Óscar por mejor guion original, el Premio BAFTA por mejor guion original y además de ganar diversos premios de la crítica, gracias a su película Spotlight.
Comenzó su carrera profesional en 1992, durante estos años ha actuado en numerosas películas y series de televisión, además de dirigir y escribir guiones de películas de gran prestigio internacional.

## Biografía
Nacido en el Estado de Nueva Jersey en el año 1966.
Se graduó en secundaria por la Nueva Escuela de Secundaria de New Providence y seguidamente entró en la Boston College hasta 1988 que pasó a realizar estudios de Arte dramático en la Escuela Dramática de la Universidad de Yale en New Haven (Connecticut).
En el año 1992 inició su carrera profesional como actor de cine en la película Crossing the Bridge dirigida por Mike Binder y protagonizada por Josh Charles, años más tarde en 1997 comenzó en el mundo de la televisión, participando en la serie Mary & Tim.
Durante esta época ha participado en numerosas películas como Conspiración, 30 Days, Certain Guys, Meet the Parents y en series de televisión como Saint Maybe, Spin City, D.C., Ley y Orden: Unidad de víctimas especiales, Ally McBeal, Boston Public, The Practice y Law & Order interpretando personajes esporádicos.
En el año 2003 hizo su debut como director de cine, dirigiendo por primera vez la película The Station Agent que estaba protagonizada por Peter Dinklage, Patricia Clarkson, Bobby Cannavale, Michelle Williams y Raven Goodwin, con la que ganó numerosos premios cinematográficos como los Premios BAFTA, del Sindicato de Actores de Cine, los Independent Spirit Awards y demás reconocimientos especiales como en el Festival de Cine de Sundance, en el de San Sebastián, Estocolmo, Ciudad de México y Aspen.
Tras seguir trabajando durante todos estos años como actor de cine y televisión en proyectos de reconocimiento internacional, dirigió su segunda película The Visitor, que fue estrenada en 2007 en el Festival Internacional de Cine de Toronto y con la que ganó el Independent Spirit Award al mejor director.
En el 2009 se inició como guionista cinematográfico, para la película de animación Up, en 2011 dirigió y fue guionista de Win Win y actualmente de la próxima película Million Dollar Arm del director Craig Gillespie.
También otros de sus proyectos actuales es la dirección y guion de la película The Cobbler.

## Filmografía

### Director y guionista
| Año  | Título                            | Notas                   |
| ---- | --------------------------------- | ----------------------- |
| 2003 | The Station Agent                 | Director y guionista    |
| 2008 | The Visitor                       | Director y guionista    |
| 2009 | Up                                | Guionista               |
| 2011 | Win Win                           | Director y guionista    |
| 2014 | Million Dollar Arm                | Guionista               |
| 2014 | The Cobbler                       | Director y guionista    |
| 2015 | Spotlight                         | Director y guionista    |
| 2017 | Alias J.J                         | Guionista               |
| 2017 | 13 Reasons Why                    | Director de 2 capítulos |
| 2020 | Timmy Failure: Mistakes Were Made | Director                |
| 2021 | Stillwater                        | Director                |

### Actor

#### Cine
| Año  | Título                        | Papel             | Notas |
| ---- | ----------------------------- | ----------------- | ----- |
| 1992 | Crossing the Bridge           | Chris             |       |
| 1997 | Conspiración                  | Spotter           |       |
| 1999 | 30 Days                       | Brad Drazin       |       |
| 2000 | Certain Guys                  | Mitch             |       |
| 2000 | Meet the Parents              | Dr. Bob Bancos    |       |
| 2002 | El gurú del sexo              | Lars              |       |
| 2004 | The Last Shot                 | Agente Pike       |       |
| 2005 | Buenas noches, y buena suerte | Palmer Williams   |       |
| 2005 | Syriana                       | Fred Franks       |       |
| 2006 | Todos los hombres del rey     | Editor            |       |
| 2006 | The Situation                 | Hanks             |       |
| 2006 | Beautiful Ohio                | William Messerman |       |
| 2006 | Flags of Our Fathers          | James Bradley     |       |
| 2007 | Year of the Dog               | Pier              |       |
| 2007 | Michael Clayton               | Walter            | Voz   |
| 2008 | Baby Mama                     | Kate Fecha        |       |
| 2009 | Mamut                         | Bob               |       |
| 2009 | Duplicity                     | Jeff Bauer        |       |
| 2009 | Desde mi cielo                | Principal Caden   |       |
| 2009 | 2012                          | Gordon Silberman  |       |
| 2010 | Jack Goes Boating             | Dr. Bob           |       |
| 2010 | Fair Game                     | Jeff              |       |
| 2010 | Little Fockers                | Dr. Bob           |       |
| 2024 | The Friend                    | Dr. Warren        |       |

#### Televisión
| Año  | Título                                     | Papel           | Notas                    |
| ---- | ------------------------------------------ | --------------- | ------------------------ |
| 1996 | Mary & Tim                                 | Tim Melville    |                          |
| 1998 | Saint Maybe                                | Ian Bedloe      | Película para televisión |
| 1998 | Spin City                                  | Sacerdote       | 1 episodio               |
| 2000 | D.C.                                       | Joseph Scott    | Idem                     |
| 2000 | Ley y Orden: Unidad de víctimas especiales | Nick Ganzner    | Idem                     |
| 2000 | Ally McBeal                                | Peter Hanks     | Idem                     |
| 2000 | Boston Public                              | Kevin Riley     | 14 episodios             |
| 2001 | The Practice                               | Kevin Riley     | 1 episodio               |
| 2002 | Ley y Orden                                | Donald Housman  | 3 episodios              |
| 2008 | The Wire                                   | Scott Templeton | 10 episodios             |

## Premios y nominaciones
Premios Óscar
| Año  | Categoría            | Película  | Resultado |
| ---- | -------------------- | --------- | --------- |
| 2010 | Mejor guion original | Up        | Nominado  |
| 2016 | Mejor Director       | Spotlight | Nominado  |
| 2016 | Mejor guion original | Spotlight | Ganador   |

Premios Globos de Oro
| Año  | Categoría      | Película  | Resultado |
| ---- | -------------- | --------- | --------- |
| 2015 | Mejor Guion    | Spotlight | Nominado  |
| 2015 | Mejor Director | Spotlight | Nominado  |

Premios Independent Spirit
| Año  | Categoría                  | Película          | Resultado |
| ---- | -------------------------- | ----------------- | --------- |
| 2003 | Mejor guion de ópera prima | The Station Agent | Ganador   |
| 2008 | Mejor director             | The Visitor       | Ganador   |
| 2016 | Mejor director             | Spotlight         | Ganador   |
| 2016 | Mejor guion                | Spotlight         | Ganador   |

Premios BAFTA
| Año  | Categoría            | Película          | Resultado |
| ---- | -------------------- | ----------------- | --------- |
| 2004 | Mejor guion original | The Station Agent | Ganador   |
| 2015 | Mejor guion original | Spotlight         | Ganador   |

Festival Internacional de Cine de San Sebastián
| Año  | Categoría                        | Película      | Resultado |
| ---- | -------------------------------- | ------------- | --------- |
| 2003 | Premio Especial del Jurado       | Vías cruzadas | Ganador   |
| 2003 | Premio SIGNIS - Mención especial | Vías cruzadas | Ganador   |

San Diego Film Society Awards
| Año  | Categoría            | Película    | Resultado |
| ---- | -------------------- | ----------- | --------- |
| 2008 | Mejor guion original | The Visitor | Ganador   |

Premios Hugo
| Año  | Categoría                      | Película | Resultado |
| ---- | ------------------------------ | -------- | --------- |
| 2011 | Mejor representación dramática | Up       | Nominado  |

Premios Annie
| Año  | Categoría   | Película | Resultado |
| ---- | ----------- | -------- | --------- |
| 2010 | Mejor guion | Up       | Nominado  |

Premios del Sindicato de Actores
| Año  | Categoría     | Película                      | Resultado |
| ---- | ------------- | ----------------------------- | --------- |
| 2005 | Mejor reparto | Buenas noches, y buena suerte | Nominado  |

- Premio Especial del jurado del Festival Internacional de Cine de Marrakech, (2004).
- Premio a la mejor película del Festival Internacional de Cine de la Ciudad de México, (2004).
- Premio a la mejor película del Festival de cine internacional de Orense, (2004).
- Premio Grand Prix du jury del Festival de cine estadounidense de Deauville, (2008).